# واگن اونیون

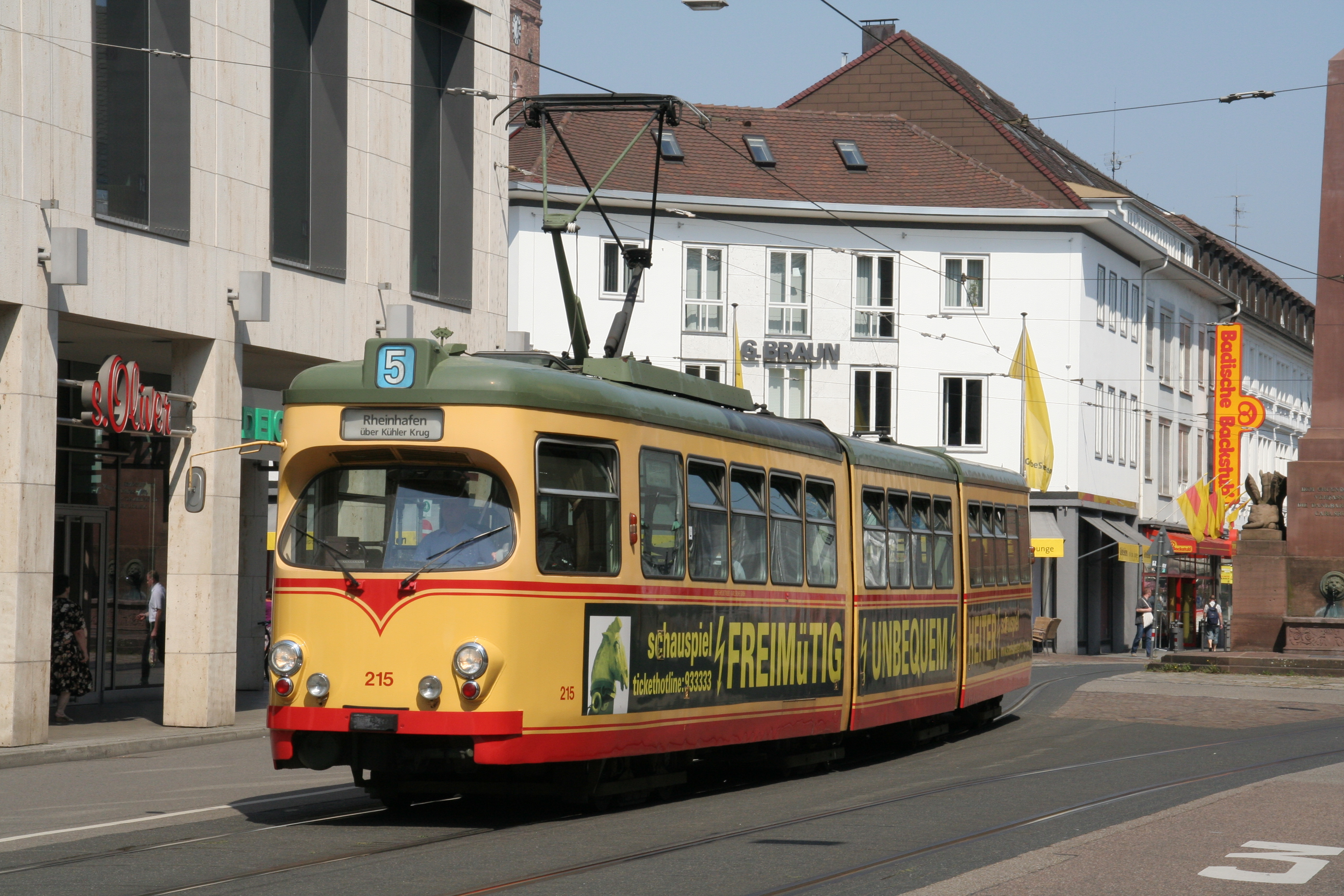
تراموا GT8-60C کارلسروهه ساخته شده توسط واگن اونیون

واگن اونیون (به آلمانی: Waggon Union) یک شرکت آلمانی سازنده خودروهای ریلی و اتوبوس بود که به‌عنوان Deutsche Waggon und Maschinenfabrik (کارخانه واگن و ماشین‌سازی آلمان) یا DWM شناخته می‌شد.
این شرکت در برلین تأسیس شد و نخست شاخه‌ای از Deutsche Waffen und Munitionsfabriken (کارخانهٔ مهمات و اسلحه‌سازی آلمان)، به‌عنوان تولیدکننده مهمات و همچنین طراح و سازنده تپانچه Luger شناخته‌شده‌بود. پس از جنگ‌جهانی دوم، ساختمان برلین به کارخانهٔ نوسازی و ساخت راه‌آهن و دیگر وسایل ترابری عمومی تبدیل شد و در سال ۱۹۵۲ نام خود را به Deutsche Waggon und Maschinenfabrik (کارخانه واگن و ماشین‌آلات آلمان) تغییر داد.
واگن اونیون توسط هنشل در سال ۱۹۹۰ خریداری شد. در سال ۱۹۹۶ هنشل بخشی از شرکت ترابری دایملربنز (ادترنز) بود، که سپس توسط بمباردیه کانادا به‌دست گرفته‌شد.